# Епископ јенопољски Дионисије
Дионисије је био први српски епископ на простору данашње Румуније.

## Биографија
У историјским изворима, епископ Дионисије се помиње 1479. године са седиштем у Јенопољу. Претпоставља се да је био викарни епископ београдског митрополита, коме је он поверио бригу над православним становништвом у Банату, Кришани и Марамарошу. Није познато да ли су и после Дионисија именовани јенопољски епископи.